# Anna Chépeleva
Anna Chépeleva (Volzhski, Rusia, 26 de julio de 1984) es una gimnasta artística rusa, subcampeona olímpica en 2000 en el concurso por equipos.

## 2000
En las Olimpiadas de Sídney gana la medalla de plata en el concurso por equipos, por detrás de Rumania (oro) y delante de China (bronce), siendo sus compañeras de equipo: Svetlana Khorkina, Anastasiya Kolesnikova, Yekaterina Lobaznyuk, Elena Produnova y Elena Zamolodchikova.